# Wift
Women in Film and Television (Wift) är en politiskt obunden, internationall ideell organisation, grundad 1997. Den synliggör och stärker yrkesverksamma kvinnor i alla funktioner inom film, tv och annan rörlig bild, bl.a. genom att:
- skapa nätverk, nationellt och internationellt
- skapa mötesmöjligheter för medlemmar
- förse medlemmar med aktuell information
- stötta medlemmar i deras professionella karriärer
- bidra till forskning och debatt om kvinnors villkor inom film och tv

Women in Film and Television International (WIFTI) bildades i Los Angeles i början av 1970-talet som en protest mot den manliga dominansen i filmbranschen. Bakgrunden var en undersökning som visade att endast tre procent av alla inspelade TV-manus 1972 var skrivna av kvinnor. Undersökningen väckte stor uppmärksamhet och blev startpunkten för Wift.
Idag har organisationen över 10 000 medlemmar och finns representerad i ett fyrtiotal länder bl.a. Australien, Danmark, Storbritannien, Italien, Jamaica, Mexiko, Ryssland och USA.

## Wift i Sverige
I slutet av 2003 bildades Wift Sverige i Stockholm. Inom några månader startade även avdelningar i Göteborg, Luleå och Malmö.
Sedan starten har Wift bl. a. gett ut forskningsrapporterna Att göra som man brukar - om beslutsprocesser i filmbranschen och Om kvalitet - synen på kvalitetsbegreppet inom filmbranschen. Wift har haft regelbundna luncher och träffar med inbjudna gäster såsom Cissi Elwin, Lisa Ohlin, Lisbet Gabrielsson, Anna Croneman, Stina Gardell och många andra. Den 8 mars 2006 och 2008 - på internationella kvinnodagen - har Wift anordnat filmfestivaler med medlemmars filmer. Wift har också lämnat remissvar på 2006 och 2010 års Filmavtal. Wift utnämner varje år en hedersmedlem. Skådespelaren Ann Petrén, animatören Anna Erlandsson, regissören Maria Blom, genusforskaren Eva Mark samt juristen och f.d. JämO Claes Borgström har hittills blivit utnämnda.